# Albelda (Huesca)
Albelda ist eine Gemeinde in der Provinz Huesca in der Autonomen Gemeinschaft Aragonien in Spanien. Sie liegt in der Comarca La Litera in der überwiegend katalanischsprachigen Franja de Aragón. Die Umgebung wird von Gipsformationen gebildet.

## Geschichte
In Albelda wurden verschiedene iberische Überreste gefunden. Der Name der Gemeinde geht auf das arabische al-balda (البلدة) (Landstadt) zurück. Nach der Reconquista war die Herrschaft zwischen den Diözesen Lleida und Barbastro umstritten. Im 13. und 14. Jahrhundert war Albelda Sitz einer Herrschaft der Grafen von Urgell und später der Peralta. 1629 erfolgte unter Philipp IV. die Erhebung zur Landstadt (Villa).

## Wirtschaft
Albelda ist vorwiegend landwirtschaftlich (Obstanbau und Weizen) geprägt.

## Bevölkerung
| 1900  | 1910 | 1930 | 1940 | 1950  | 1960 | 1970 | 1978  | 1991  | 1996 | 2001 | 2004 | 2008 |
| ----- | ---- | ---- | ---- | ----- | ---- | ---- | ----- | ----- | ---- | ---- | ---- | ---- |
| 1.133 | –    | –    | –    | 1.458 | –    | –    | 1.148 | 1.023 | 975  | 926  | 877  | 870  |

## Sehenswürdigkeiten
- Die frühere Kollegiatkirche San Vicente aus dem 16. Jahrhundert
- Die Einsiedeleien San Sebastián und San Roque, letztere 2 km vom Ort.

## Persönlichkeiten
- Pol Oriach (* 2002), Leichtathlet